# Lemsia
Lemsia (en georgiano y esvano: ლემსია) es un pueblo de Georgia ubicado en el noreste de la región de Mingrelia-Alta Esvanetia, siendo parte del municipio de Mestia.

## Geografía
Lemsia se encuentra a orillas del río Muljri, a 3 km de Mestia. La aldea es parte de la región histórica de Esvanetia.

## Demografía
La evolución demográfica de Lemsia entre 2002 y 2014 fue la siguiente:
| 261                                             | 139 |
| (Fuente: Population of Georgia in Soviet times) |     |

Según el censo de 2014, los georgianos (esvanos) constituían el 100% de la población.